# Chojnówka (strumień)
Chojnówka (niem. Neun Spring Bach, Mühlbach) – strumień w północno-zachodniej Polsce, prawy dopływ Cegielinki. Płynie przez Puszczę Bukową w województwie zachodniopomorskim.
Strumień bierze początek w stawie Oczko Marzanny, płynie ku północy na dnie wąwozu przecinającego bogato urzeźbioną morenę czołową w obrębie rezerwatu przyrody Bukowe Zdroje. Po obu brzegach płaty zespołu łęgu jesionowego zdominowanego przez jesion wyniosły z udziałem olszy czarnej, sporadyczną domieszką wiązu szypułkowego i buka. Gęsty podszyt tworzą krzewy trzmieliny zwyczajnej, głogu jednoszyjkowego, derenia świdwy jak i nalot jesionu, wiązu, olszy, dębu, jaworu i grabu. W warstwie ziół najliczniejsze są zachodnie gatunki roślin: turzyca zgrzebłowata, stokłosa gałęzista i przytulia leśna. W zaroślach nadbrzeżnych gnieździ się wiele ptaków, w tym rzadko spotykane.
Na terenie Szczecińskiego Parku Krajobrazowego „Puszcza Bukowa” na całym odcinku, Chojnówka przepływa przez rezerwat przyrody „Bukowe Zdroje”. Strumień płynie przez uroczysko Szwedzki Młyn, obok pomnikowego Szwedzkiego Kamienia i grodziska Chojna (Zedelin). Przyjmuje z prawego brzegu kolejno: Jelonkę, Wyciek, Leniwkę, Diabelnicę oraz Stronię z Grodarzem. Krytym kanałem przepływa przez Szczecin Zdroje i uchodzi do Cegielinki, odnogi Regalicy.